# Kawai Shihan
Kawai Shihan (Yasugi, 28 de fevereiro de 1931 – 26 de janeiro de 2010) foi o introdutor oficial do Aikido no Brasil.

## Biografia
Filho de Tomonobu Kawai e Matsuno Kawai, Reishin Kawai na cidade japonesa de Yassugi, em 28 de fevereiro de 1931. Foi discípulo de Torataro Saito, que treinou diretamente com Morihei Ueshiba, com quem depois prosseguiu diretamente os estudos junto com Kisshomaru Ueshiba, filho de Morihei. Em 1955 fundou a Sociedade Japonesa de Artes Marciais e Estudo de Acupuntura.
Esteve no Brasil pela primeira vez em 1957, em rápida estadia. Em 1961, durante visita ao mestre Arimoto Murashige, foi-lhe determinado que implantasse o Aikido na América do Sul. Em 1963 abriu a academia de Aikido no centro de São Paulo. Passados 12 anos, tornou-se representante geral da Fundação Aikikai do Japão no Brasil e, em 1979, fundou a Federação Paulista de Aikido, ocupando o cargo de presidente por 6 anos. Em sequência, fundou a Confederação Sul-Americana de Aikido no que, em 1997, conquistou o 8º Dan.
Permaneceu comandando a Confederação até sua morte, em 26 de janeiro de 2010, ficando esta aos cuidados de um colegiado de altos graduados, incluindo sua filha, Li Kawai.